# Thaisa
Thaisa, de son nom complet Thaisa de Moraes Rosa Moreno, née le 17 décembre 1988 à Xambrê, est une footballeuse internationale brésilienne, qui évolue au poste de milieu de terrain au CR Flamengo.

## Biographie

### Carrière internationale
Thaisa fait ses débuts en équipe du Brésil le 22 septembre 2013 lors d'une défaite 1-0 face à la Nouvelle-Zélande dans le cadre de la Coupe du Valais. Elle marque son premier but avec la Seleção le 12 décembre 2013 face au Chili durant le Tournoi international 2013.
Elle participe au sacre des Auriverde à la Copa América 2014, inscrivant un but face à la Bolivie en phase de poules.
Thaisa est sélectionnée par Vadão pour participer à la Coupe du monde 2015 organisée au Canada. Elle participe aux deux premiers matchs de poule, remportés par le Brésil (face à la Corée du Sud et l'Espagne), étant laissée sur le banc lors de l'ultime match gagné contre le Costa Rica. Opposées à l'Australie en 8e de finale, les Brésiliennes menées par Thaisa s'inclinent en fin de match sur un but de Kyah Simon.
Le palmarès de Thaisa avec le s'étoffe ensuite avec les victoires aux Jeux panaméricains en 2015 puis de nouveau à la Copa América en 2018.
En 2019, Thaisa participe à la Coupe du monde 2019 en France. Elle participe aux trois matchs de poule (victoire face à la Jamaïque, défaite face à l'Australie puis victoire face à l'Italie). Le groupe du Brésil comportant 3 équipes présentant un bilan de deux victoires pour une défaite, les Brésiliennes terminent à la 3e place à la différence de buts puis à la différence particulière par rapport aux Australiennes. Elles sont tout de même repêchées en qualité de meilleures troisièmes, et sont opposées à la France, pays-hôte, en 8es. Durant ce match, Thaisa inscrit le but de l'égalisation, mais ne peut empêcher la défaite de son équipe en prolongations (2-1).

## Statistiques

### Statistiques en club
| Saison                | Club                  | Championnat           | Championnat | Championnat | Coupe(s) nationale(s) | Coupe(s) nationale(s) | Compétition(s) continentale(s) | Compétition(s) continentale(s) | Compétition(s) continentale(s) | Total | Total |
| Saison                | Club                  | Division              | M.          | B.          | M.                    | B.                    | Comp.                          | M.                             | B.                             | M.    | B.    |
| 2013                  | Centro Olímpico       | Série A1              | 7           | 0           | -                     | -                     | -                              | -                              | -                              | 7     | 0     |
| 2014                  | Tyresö FF             | Damallsvenskan        | 5           | 0           | 2                     | 0                     | WCL                            | 4                              | 0                              | 11    | 0     |
| 2014                  | Ferroviária           | Série A1              | 10          | 0           | -                     | -                     | -                              | -                              | -                              | 10    | 0     |
| 2015                  | América Mineiro       | Série A1              | 6           | 0           | -                     | -                     | -                              | -                              | -                              | 6     | 0     |
| 2016                  | São José              | Série A1              | 8           | 0           | -                     | -                     | -                              | -                              | -                              | 8     | 0     |
| 2017                  | UMF Grindavík         | Úrvalsdeild           | 7           | 1           | -                     | -                     | -                              | -                              | -                              | 7     | 1     |
| 2018                  | Sky Blue FC           | NWSL                  | 8           | 0           | -                     | -                     | -                              | -                              | -                              | 8     | 0     |
| 2018-2019             | AC Milan              | Serie A               | 19          | 3           | -                     | -                     | -                              | -                              | -                              | 19    | 3     |
| 2019-2020             | CD Tacon              | Primera División      | 15          | 1           | 2                     | 0                     | -                              | -                              | -                              | 17    | 1     |
| 2020-2021             | Real Madrid           | Primera División      | 13          | 1           | -                     | -                     | -                              | -                              | -                              | 13    | 1     |
| Total sur la carrière | Total sur la carrière | Total sur la carrière | 98          | 6           | 4                     | 0                     | -                              | 4                              | 0                              | 106   | 6     |

### Buts internationaux
| 1er | 12 décembre 2013  | Estádio Nacional Mané Garrincha, Brasilia, Brésil  | Tournoi international 2013 | 2-0 | Chili      | 32e | 2-0 |
| 2e  | 12 septembre 2014 | Estadio Federativo Reina del Cisne, Loja, Équateur | Copa América 2014          | 6-0 | Bolivie    | 84e | 5-0 |
| 3e  | 11 juillet 2015   | Stade Tim Hortons, Hamilton, Canada                | Jeux panaméricains 2015    | 0-3 | Costa Rica | 34e | 0-2 |
| 4e  | 9 avril 2017      | Arena da Amazônia, Manaus, Brésil                  | Match amical               | 6-0 | Bolivie    | 84e | 6-0 |
| 5e  | 23 juin 2019      | Stade Océane, Le Havre, France                     | Coupe du monde 2019        | 2-1 | France     | 63e | 1-1 |

## Palmarès

### En club
- Centro Olímpico
  - Championne du Brésil en 2013

- Tyresö FF
  - Finaliste de la Ligue des champions en 2014

- Ferroviária
  - Championne du Brésil en 2014

### En sélection
- Équipe du Brésil
  - Vainqueuse de la Copa América en 2014 et 2018
  - Vainqueuse des Jeux panaméricains en 2015

### Distinction personnelle
- Élue auteure du plus beau but du Championnat d'Italie en 2019